# Vecuronium
Vecuronium ist der Freiname (INN) für ein nichtdepolarisierendes, mittellang wirksames Muskelrelaxans, das 1980 in die klinische Anwendung eingeführt wurde. Es stellt eine Weiterentwicklung des langwirksamen Pancuroniums dar und gehört wie dieses zur Gruppe der Amino-Steroide. Im Gegensatz zum Pancuronium besitzt das Vecuronium bei physiologischem pH-Wert nur ein quartäres Aminzentrum (monoquaternäres Relaxans).
Pharmazeutisch eingesetzt wird das Bromid.

## Pharmakologische Eigenschaften
Vecuronium ist ein potentes Muskelrelaxans, die effektive Dosis für eine 95%ige Wirkung (ED95) beträgt 0,05 mg/kg Körpergewicht. Die Anschlagzeit nach einer üblichen Intubationsdosis (zweifache ED95) beträgt 2–3 Minuten, die klinische Wirkdauer nach einmaliger Gabe 30–40 Minuten. Das Verteilungsvolumen ist durch die Hydrophilie des Moleküls wie bei den anderen nichtdepolarisierenden Muskelrelaxanzien klein und beträgt 0,2–0,5 Liter pro kg Körpergewicht. Die Plasmaclearance beträgt 2,5–5 ml/kgKG/min.
Etwa 30 % des Vecuroniums werden über die Nieren ausgeschieden, der Rest auf biliärem Weg, wobei ein Teil von der Leber zu Metaboliten umgesetzt wird. Dabei entstehen 3-Hydroxy-, 3,17-Hydroxy- und 17-Hydroxyvecuronium, von denen das erstere eine 50%ige Potenz zeigt, während die anderen Metaboliten kaum wirksam sind. Bei wiederholter oder kontinuierlicher Gabe kann die Wirkdauer verlängert sein, hauptsächlich durch Akkumulation des 3-Hydroxy-Metaboliten. Dies kann auch bei einem Leberversagen der Fall sein, wobei ein solches nach einmaliger Gabe nur eine geringe Rolle spielt. Eine Niereninsuffizienz hat keine Auswirkungen auf die Wirkdauer.

## Anwendung
Vecuronium wird als nichtdepolarisierendes Muskelrelaxans zur Herstellung von guten Intubationsbedingungen (zur endotrachealen Intubation) im Rahmen einer Narkoseeinleitung und/oder bei operativen Eingriffen, die eine Relaxierung der Skelettmuskulatur erfordern, eingesetzt. Vecuronium (-bromid) wird als lösliches Pulver (Lyophilisat) geliefert, das zur Anwendung in Wasser gelöst wird; da die Lagerung dadurch vereinfacht wird und keine Kühlung notwendig ist, wird Vecuronium oft in der Notfallmedizin eingesetzt. Es ist jedoch nicht zur Rapid Sequence Induction geeignet, was seine Anwendung limitiert.
Es besteht eine Inkompatibilität mit dem Barbiturat Thiopental, so dass diese Wirkstoffe getrennt appliziert werden müssen.
In den US-Bundesstaaten Florida und Oklahoma sollte Vecuronium 2014 zusammen mit Hydromorphon und Kaliumchlorid zur Hinrichtung eingesetzt werden, nachdem die üblichen Barbiturate nicht mehr verfügbar waren. Im April 2014 misslang die erste derartige Hinrichtung im Staatsgefängnis McAlester spektakulär.

## Nebenwirkungen
Das Nebenwirkungsprofil entspricht dem anderer nichtdepolarisierenden Muskelrelaxantien; eine eigenständige Atmung des Patienten ist durch die komplette Lähmung der Skelettmuskulatur nicht mehr möglich, weshalb eine Atemwegssicherung und kontrollierte Beatmung durchgeführt werden muss. Vecuronium zeichnet sich durch Kreislaufstabilität aus und hat nahezu keine blockierende Wirkungen an muskarinischen Acetylcholinrezeptoren (keine Vagolyse, keine Auslösung einer Tachykardie). Auch wird keine relevante Histaminausschüttung verursacht.

## Anwendungsbeschränkungen
Obwohl Vecuronium nicht plazentagängig ist, liegen zur Sicherheit während der Schwangerschaft keine Studien am Menschen vor, so dass die Anwendung nicht empfohlen wird. Eine Anwendung bei Kindern ist jedoch möglich.

## Handelsnamen
Vecuronium ist als Bromid in Deutschland, Österreich und der Schweiz unter dem Namen Norcuron (ursprüngliche Bezeichnung Org NC 45) sowie in Deutschland auch als Generikum im Handel erhältlich.